# Airy-0
Airy-0 je impaktní kráter na povrchu Marsu, který byl vybrán jako referenční pozice, kterou prochází Marsovský nultý poledník. Kráter má přibližně 0,5 km na délku a leží uvnitř většího kráteru Airy v oblasti Sinus Meridiani.
Kráter Airy byl pojmenován na počest britského astronoma sira George Airyho (1801–1892), který postavil v roce 1850 teleskop v Greenwichi. Lokace teleskopu byla vybrána později pro definování pozemského nultého poledníku.
Roku 1969 vybral Merton Davies kráter Airy-0 pro určení nultého poledníku na základě pořízených fotografií ze sond Mariner 6 a 7.